# Dąbrowa Wielka (gromada w powiecie sieradzkim)
Dąbrowa Wielka (do 28 II 1956 Sokołów) – dawna gromada, czyli najmniejsza jednostka podziału terytorialnego Polskiej Rzeczypospolitej Ludowej w latach 1954–1972.
Gromady, z gromadzkimi radami narodowymi (GRN) jako organami władzy najniższego stopnia na wsi, funkcjonowały od reformy reorganizującej administrację wiejską przeprowadzonej jesienią 1954 do momentu ich zniesienia z dniem 1 stycznia 1973, tym samym wypierając organizację gminną w latach 1954–1972.
Gromadę Dąbrowa Wielka siedzibą GRN w Dąbrowie Wielkiej utworzono 29 lutego 1956 w powiecie sieradzkim w woj. łódzkim w związku z przeniesieniem siedziby gromady Sokołów z Sokołowa do Dąbrowy Wielkiej i zmianą nazwy jednostki na gromada Dąbrowa Wielka. W 1957 roku (grudzień) gromadzka rada narodowa składała się z 23 członków.
Gromada przetrwała do końca 1972 roku, czyli do kolejnej reformy gminnej.